# Pobres gentes

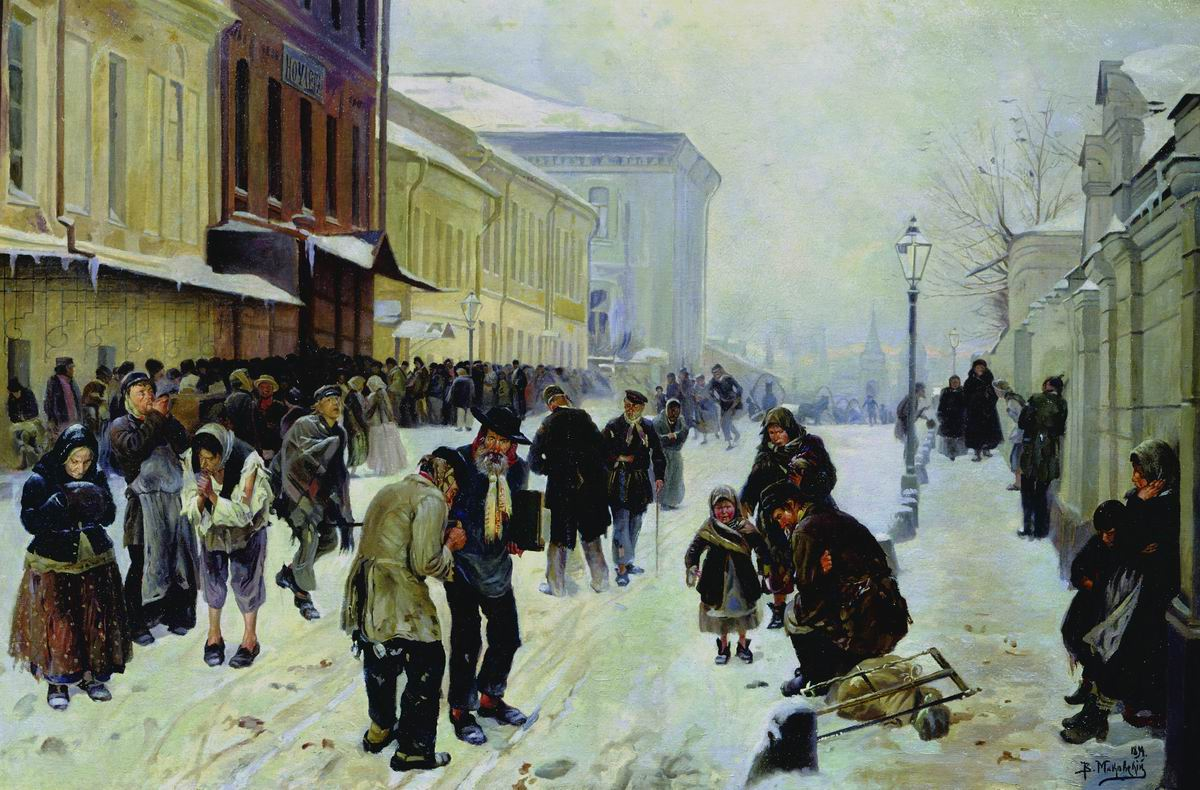
El asilo (1889), de Vladímir Makovski. La imagen sirve de ilustración para la portada del libro en Alba Clásica.

Pobres gentes (en ruso: Бедные люди, Bédnyie liudi) o también Pobre gente fue la primera obra del novelista ruso Fiódor Dostoyevski. La escribió a lo largo de nueve meses, entre 1844 y 1845. Dostoyevski tenía problemas financieros debido a su extravagante forma de vida y el desarrollo de su ludopatía; aunque había producido algunas traducciones de novelas extranjeras, tuvieron poco éxito, y decidió escribir una novela propia para conseguir dinero.
Inspirada en las obras de Gógol, Pushkin y Karamzín, así como de autores ingleses y franceses, Pobre gente está escrita en forma de cartas que se intercambian los dos protagonistas, Makar Dévushkin y Varvara Dobrosiólova, que son parientes lejanos, empobrecidos. La novela muestra la vida de gentes pobres, sus relaciones con los ricos, y la pobreza en general, todo ellos temas frecuentes en la literatura naturalista. Una amistad profunda pero extraña se desarrolla entre ellos hasta que Dobrosiólova pierde su interés en la literatura, y más tarde en comunicarse con Dévushkin después de que el viudo rico, Sr. Bykov le propone matrimonio. Dévushkin, un prototipo de escribiente que se puede encontrar en muchas obras de la literatura naturalista de aquella época, conserva sus características sentimentales; Dobrosiólova abandona el arte, mientras que Dévushkin no puede vivir sin la literatura.
Los críticos contemporáneos alabaron Pobre gente por sus temas humanitarios. La novela fue aplaudida por el influyente crítico Visarión Belinski, quien aseguró que, con ella, Dostoyevski había creado la primera novela social de Rusia. Aleksandr Herzen la llamó una gran obra socialista, otros críticos detectaron cierta parodia y sátira. La novela usa una complicada polifonía de voces desde diferentes perspectivas y narradores.
Inicialmente ofrecida por Dostoyevski a la revista de tendencias liberales Anales de la Patria, la novela fue publicada el 15 de enero de 1846 en el almanaque Colección de San Petersburgo. Se convirtió en un gran éxito por todo el país. Partes de ella fueron traducidas al alemán por Wilhelm Wolfsohn y publicada en una revista de 1846/1847. La primera traducción al inglés fue realizada por Lena Milman en 1894, con una introducción de George Moore, con la portada realizada por Aubrey Beardsley y publicada por los londinenses Mathews and Lane.

## Sinopsis
Makar Alekséievich Dévushkin y Varvara Alekséievna Dobrosiólova son parientes lejanos que viven en San Petersburgo, uno enfrente del otro en la misma calle en unos apartamentos terribles. El de Dévushkin, por ejemplo, es solo un hueco sacado de una cocina, y vive con otros inquilinos, como los Gorshkov, cuyo hijo gime de hambre casi toda la historia. Se escriben correspondencia de manera habitual y regular, en la que se pone en evidencia las terribles condiciones en las que viven y Makar con frecuencia se priva de dinero para comprarle regalos a ella.
El lector poco a poco descubre su historia. Dobrosiólova en el pasado vivió en el campo, pero se trasladó a San Petersburgo (que ella odia) cuando su padre pierde su trabajo. Su padre se vuelve muy violento y su madre cae en profunda depresión. Al morir su padre, fue a vivir con Anna Fiódorovna, que se convirtió en su señora. Esta fue anteriormente cruel con Varvara pero, al menos, le presta acomodamiento a ella y a Fedora, la compañera de piso de Varvara y costureras ambas. Pretende sentir simpatía por su situación. Dobrosióloba recibe clases de un estudiante pobre, Pokrovski, cuyo padre borracho ocasionalmente lo visita. Ella acaba enamorándose de Pokrovski. Se esfuerza para ahorrar una cantidad de dinero suficiente para poder adquirir las obras completas de Pushkin en el mercado, como regalo de cumpleaños, luego permite al padre entregarle los libros, en lugar de ella, pretendiendo que le bastaba con saber que él recibiría los libros. Pokrovski enferma poco después, y su deseo final es ver el sol y el mundo exterior. Dobrosiólova le hace caso, abriendo las persianas para que se vean las nubes grises y la lluvia sucia. En respuesta, Pokrovski solo mueve la cabeza y fallece. La madre de Dobrosiólova muere poco después, y Dobrosiólova queda bajo el cuidado de Anna durante un tiempo, pero el maltrato acaba siendo excesivo y por eso ella se marcha a vivir con Fedora al otro lado de la calle.
Por su parte, Makar Alekséievich es un funcionario del Estado. Trabaja como copista, a menudo haciéndole de menos y con sus colegas atacándole. Su ropa está gastada y sucia, y las condiciones en que vive son quizás peores que las de Dobrosiólova. Él se considera una rata en sociedad. 
Él y Dobrosiólova intercambian cartas (y visitas ocasionales que nunca se detallan), y con el tiempo empiezan a intercambiar libros. Dévushkin se ofende cuando ella le envía una copia de «El capote», porque encuentra que el personaje principal vive una vida parecida a la propia.
En sus cartas, Makar y Varvara intercambian opiniones sobre la sociedad, el trabajo, sus problemas personales y la extrema pobreza en la que viven ambos, que es hilo conductor de toda la novela. Makar habla a Varvara de su vecino y funcionario Gorshkov, que ha perdido todo su dinero en un juicio poco justo y que vive en la miseria; o Rataziáiev, un escritor sin mucho éxito pero que inspira a Makar para que este comience a adquirir estilo en sus escritos. Varvara, mientras tanto, envía a su pariente su cuaderno en el que narra su anterior vida en provincias y de cómo conoció a Pokrovski, así como el acoso sentimental al que le somete Býkov, su pretendiente enviado por Anna Fiódorovna.
Dobrosiólova considera la posibilidad de trasladarse a otra parte de la ciudad, donde podría trabajar como institutriz. Justo cuando parece que se va a quedar sin dinero y se arriesga a que lo desahucien, Dévushkin tiene un golpe de suerte: su jefe se apiada de él y le entrega 100 rublos para que se compre nuevas ropas. Dévushkin paga sus deudas y envía parte a Dobrosiólova. Ella le devuelve 25 rublos porque no los necesita. El futuro parece brillante para ambos porque él ahora puede empezar a ahorrar dinero y parece posible que se vayan a vivir juntos.
El escritor Rataziáiev, quien bromea diciendo que va a usar a Dévushkin como un personaje en una de sus historias, lo ofende, pero parece que le cae bien de verdad. Al final, el orgullo de Dévushkin se suaviza y su amistad se restaura. Los Gorshkov consiguen dinero porque el padre gana el pleito en los tribunales. Con el generoso arreglo parece que acabarán siendo felices, pero el padre muere, dejando destruida la familia destrozada, a pesar del dinero. 
Progresivamente Varvara Alekséievna enferma y su situación personal se hace insostenible. El Sr. Býkov, que tiene tratos con Anna Fiódorovna y el padre de Pokrovski, le propone casarse con ella. Dobrosiólova acepta el matrimonio y marcharse a la estepa siberiana. Decide dejarlo, y las últimas cartas ponen de manifiesto cómo ella, poco a poco, se está acostumbrando a su nuevo dinero.
Makar, finalmente, no tiene otra salida que aceptar el matrimonio de Varvara y la ayuda a reunir todos los materiales que necesita para su boda y su inminente partida. Le pide que encuentre ropa del hogar para ella. Varvara se despide en una profunda tristeza y preguntándose cómo podrán continuar su correspondencia. En su última correspondencia de la historia, el 29 de septiembre, Dévushkin le pide a Dobrosiólova le escribe. Dobrosiólova responde diciendo que «todo ha acabado» y que no la olvide. La última carta de Makar lamenta lo ocurrido y se arrepiente de que su «amada» consintiera casarse con Býkov, le dice que la ama y que morirá cuando ella lo deje y entonces ella llorará. Se resiste a creer que es la última carta, pero Makar ya no recibirá más correspondencia de Varvara.

## Personajes principales
- Makar Alekséievich Dévushkin (Макар Алексеевич Девушкин) — el protagonista de Pobre gente es un copista tímido, pobre y solitario, de cuarenta y siete años de edad. Ha sido comparado con otros funcionarios de la «escuela naturalista» como Akaki Akákievich de «El capote».[9] Aunque intenta usar la literatura para entender la vida, Dévushkin no discute estos temas por separado, y cree falsamente que las cartas de Dobrosiólova reflejan su vida, tomando relatos cortos como obras realistas. Exhibe típicas características sentimentales; según Robert Payne, Dostoyevski «escribe al borde del sentimentalismo, pero es una figura completamente creíble y redonda».[10] El nombre de Dévushkin deriva de devushka, que significa chica o doncella, posiblemente simbolizando la virginidad y la inocencia,[11] aunque Joseph Frank señaló que era una descripción incongruente.[2][12]
- Varvara Alekséievna Dobrosiólova (Варвара Алексеевна Добросёлова) — vive en condiciones similares a las de Dévushkin. Su decisión de vivir con el poco escrupuloso Sr. Bykov hace de ella una persona ajena, no típica de una novela sentimental; a diferencia de la heroína de Clarissa, la novela de 1748, escrita por Samuel Richardson, ella escoge un camino materialista y pierde su interés en la literatura.[10] Su nombre deriva de dobro, que significa bueno, simbolizando su personalidad de buen corazón.
- El Sr. Bykov (Быков) — un viudo mayor, rico y brutal. Al final, propone con éxito matrimonio a Dobrosiólova. Su nombre deriva de byk, que significa toro, lo que simboliza potencia sexual y lujuria.[13]

## Antecedentes

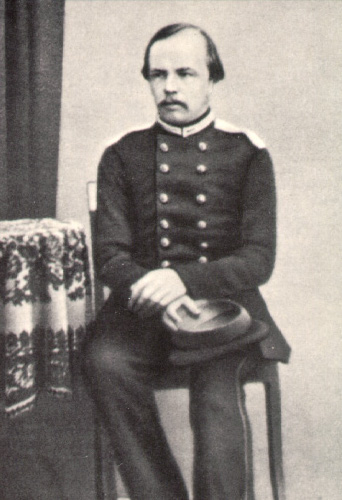
Dostoyevski como un ingeniero.

Dostoyevski mostró interés en la literatura desde su infancia. La suscripción de su madre a la Biblioteca de Lectura permitía a la familia acceder a literatura contemporánea, rusa y extranjera. Los relatos góticos, como los de Ann Radcliffe, fue el primer género al que accedió Dostoyevski. Otras influencias formativas fueron las obras de los poetas Aleksandr Pushkin y Vasili Zhukovski, la poesía épica heroica usualmente escrita por Homero y libros de caballerías de Cervantes y Walter Scott.
Dostoyevski inicialmente acudió a la mejor escuela privada de Moscú, el internado Chermak. Fundado por un inmigrante checo que se trasladó a Rusia después de las guerras napoleónicas, ponen un énfasis fuerte en la literatura. Como la escuela exigían 800 rublos por año, su padre tenía que hacer trabajos adicionales y pedir dinero a sus parientes aristocráticos, los Kumanin. Aunque Dostoyevski encajó bien, tuvo que dejarlo tras la muerte de su madre el 27 de septiembre de 1837 llevó a problemas financieros a su familia. Lo enviaron a la Academia de Ingeniería; tuvo problemas para adaptarse, pero aun así se graduó el 12 de agosto de 1843 como un ingeniero militar. Tras su graduación, tuvo un estilo de vida bastante liberal, acudiendo a muchas obras de teatro y a ballets de los compositores Ole Bull y Franz Liszt, y alquilando un apartamento caro, la Casa Prianishnikov, por 1.200 rublos, incluso aunque solo ganaba 5.000 rublos al año. Estos eventos y su entrada en los casinos fueron responsables de su deteriorada situación financiera. Trabajaba con traductor, pero las traducciones que terminó en 1843, como Eugénie Grandet de Balzac o La dernière Aldini de Sand, no tuvieron mucho éxito. Su ludopatía y las apuestas en los billares mermaron mucho sus fondos por sus frecuentes pérdidas. En consecuencia, Dostoyevski a menudo se veía obligado a pedir dinero a sus parientes, pero se sentía incómodo haciéndolo y decidió escribir una novela para conseguir dinero. «Es simplemente un caso», escribió Dostoyevski a su hermano Mijaíl, «de mi novela cubriéndolo todo. Si fracaso en esto, simplemente me ahorcaré».
Dostoyevski empezó a escribir Pobres gentes a principios de 1844, cuando era teniente de Ingenieros con veintitrés años. Menciona por primera vez su próxima obra en una carta a Mijaíl el 30 de septiembre de 1844: «estoy terminando una novela del tamaño de Eugénie Grandet. Es una obra bastante original». Dostoyevsli más tarde escribió a su hermano el 23 de marzo de 1845, «he terminado la novela en noviembre, luego la reescribí en diciembre, y de nuevo en febrero-marzo. Estoy seriamente satisfecho con mi novela. Es una obra seria y elegante ...» En algún momento alrededor de abril de 1845, su amigo Grigoróvich, con quien había compartido un apartamento desde el otoño de 1844, le propuso presentar el manuscrito al poeta Nekrásov, que estaba planeando sacar una antología en 1846. 
Dostoyevski llevó el manuscrito a Nekrásov y regresó a casa. Poco después sonó el timbre de su casa, y abrió la puerta a unos excitados Nekrásov y Grigoróvich, ambos le felicitaron por su primera novela, de la cual habían leído solo diez páginas. Acabaron la obra completa, de 112 páginas, a lo largo de la noche, en el apartamento de Dostoyevski. A la mañana siguiente, los tres fueron donde el crítico Visarión Belinski; Nekrásov proclamó a Dostoyevski «el nuevo Gógol» aunque Belinski replicó con escepticismo «encontráis Gogoles todo el rato como champiñones». El propio Dostoyevski no creía que este libro fuera a recibir una crítica positiva de Belinski, pero cuando Nekrásov visitó a Belinski por la tarde, este último quiso conocer a Dostoyevski para felicitarle por su debut.
Dostoyevski propuso que se publicara Pobre gente en los Anales de la Patria, pero en lugar de ello se publicó el 15 de enero de 1846 en el Petersburgski sbórnik, editado por Nekrásov. Según el crítico Visarión Belinski, en esta su primera obra, Dostoyevski había creado la "novela social". El crítico explicaba el proceso íntimo por el cual el escritor habíase elevado en su vuelo hasta esa altura, mediante su intuición creadora. Dostoyevski había procedido como artista y no como pensador ni desarrollador de tesis: profunda apreciación a la que hacen justicia los críticos y biógrafos posteriores del novelista.
Posteriormente, y tras el éxito conseguido, Dostoyevski decidió publicar la novela de manera independiente en un único volumen. En esa nueva edición, el autor modificó algunos pasajes de la obra original y distintas correcciones, especialmente anáforas u otras repeticiones léxicas, como señaló el propio Belinski en su crítica. En 1847 fue publicada en San Petersburgo la primera edición de la obra por separado con las nuevas y definitivas correcciones. Entre 1860 y 1865, Dostoyevski introdujo nuevas y más profundas modificaciones en la obra original de Pobres gentes debido a que estaba preparando la recopilación de su obra literaria. La narración de 1865 se ha convertido, de manera casi unánime, en la versión que ha servido para reediciones en ruso y traducción del texto a las diferentes lenguas.

## Temas y estilo

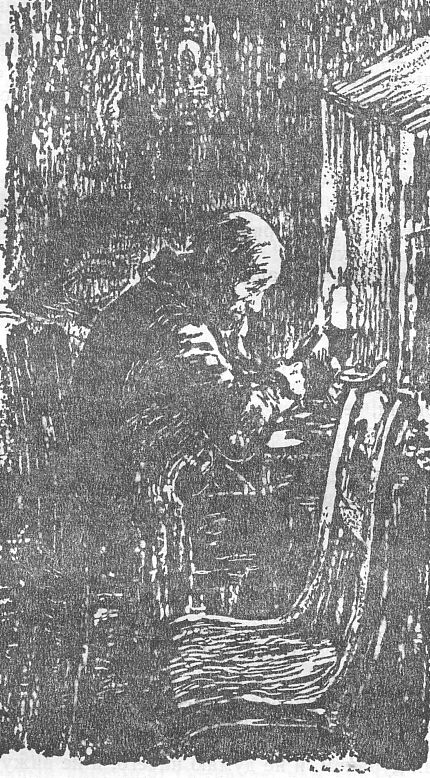
Makar Dévushkin

Pobre gente explora la pobreza y la relación entre los pobres y los ricos, temas habituales en la literatura naturalista.  Dostoyevski se había inspirado para su libro en El capote, de Nikolái Gógol, novela corta cuyo patetismo le hizo gran impresión y a la que alude en cierta página de la suya. Makar Alekséievich Dévushkin, el viejo funcionario paternalmente enamorado de Varvara Alekséievna Dobrosiólova, la huérfana, es un trasunto de Akaki Akákievich Bashmachkin, el protagonista de El capote. Este personaje, más o menos, prestará también sus rasgos a todos esos empleadillos modestos, ridículos y conmovedores, que desfilan por las primeras novelas de Dostoyevski, y que tienen entre sí un indudable parentesco psicológico, hasta parecer el mismo individuo en distintas etapas de evolución de un complejo de inferioridad, que llega a la manía persecutoria. La locura de Goliadkin, el protagonista de El doble, por ejemplo, está ya en germen en la psicología, al parecer tan plácida, de Makar Alekséievich. También éste se cree vejado, perseguido, humillado. También le influyeron «El jefe de estación» de Aleksandr Pushkin que aparece en los Cuentos de Belkin y las Cartas de Abelardo y Eloísa de Pedro Abelardo y Eloísa de Argenteuil,. Es una novela epistolar formada por las cartas que se escriben Varvara y su pariente amigo íntimo Makar Dévushkin. El nombre del libro y el principal personaje femenino fueron adaptadas de Pobre Eliza, de Karamzín. Otros elementos adicionales incluyen los antecedentes de los dos protagonistas y el fina trágico, características típicas de una novela de clase media.
También padece obsesión por la idea del sino. «Es el sino -dice-, y contra el sino no hay quien pueda.» Al abrírsele las puertas del manicomio, Goliadkin dirá por centésima vez: «¡Ya me lo tenía yo sabido!» (Nótese la raigambre romántica, cristiana y evangélica del sino, que en teoría es la predestinación.) Pobres gentes está saturada, en razón de su amor a los humildes, de un humorismo patético y enternecedor, que se da en todas las obras de Dostoyevski y que desde este momento señalamos. 
El amor, imperativo social, resalta en esas páginas en que, por boca de Makar Alekséievich, habla Dostoyevski, con penetrante emoción, de los mendigos, de las familias miserables, de todo ese dolor que se resume en la frase Pobres gentes. Makar Alekséievich, humilde funcionario, protege a Varvara Alekséievna, la huérfana, y reparte su escaso peculio entre los necesitados que lo rodean, llevado sencillamente de su corazón efusivo y bueno.
Belinski y otros vieron El capote como la inspiración de la novela. Críticos posteriores afirmaron que la humanitaria-sentimental Pobre gente contenía una gran dosis de parodia y sátira de los libros de Gógol; sin embargo, hay quien discrepa. Karin Jeanette Harmon entiende que «Una soble parodia equivale a una antiparodia» que Dostoyevski mezcla la parodia de una novela epistolar sentimental con la parodia de la representación naturalista de un funcionario. Robert Payne rechaza la idea de que sea un contenido satírico; considera que la sátira empezó en El doble. Una opinión similar tenía Belinski, quien afirmó que «el talento de Dostoyevski ... no es descriptivo, sino creativo en el mas alto grado». Victor Terras pensaba que Dostoyevski no usaba la sátira salvo en algunos pocos casos, sino que en lugar de ello empleó un «humor derivado del eterno conflicto entre el alma simple de un buen hombre y el complejo aparato de la sociedad institucionalizada, desalmada, dirigida por la gente "lista"». Joseph Frank, quien sugirió que toda la obra es una «parodia seria», recuerda que Pobre gente parodia la «novela de aventuras de alta sociedad, el cuento de humor local propio de Gógol» y el «el bosquejo fisiológico desacreditador». Victor Terras lo llamó un «travesti de la historia de amor epistolar sentimental». El contemporáneo afirma «en esta obra la comedia es de algún modo explorado e incluye un tono apreciable, color e incluso el lenguaje de Gógol y Kvitka". «A través de este cuento», escribe La Abeja del Norte, «Dostoyevski quería usar el humor de Gógol con la ingenua simplicidad del imperturbable Osnovyanenko [seudónimo de Kvitka]." Otra perspectiva que describe la conexión entre Pobre gente y El capote es la posición de que el primero es considerado la continuación del segundo, que Dostoyevski lo cogió donde Gógol lo dejó en su cuento sobre pobres funcionarios. Esta perspectiva no implica que Dostoyevski no ofreciera innovaciones puesto que esta novela también se distingue al humanizar a aquellos que eran, en el cuento de Gógol, eran mecánicos y sin vida. Esto encaja con la idea de que Dostoyevski intentaba, tanto en Pobre gente como en El doble, penetrar en la psicología de los personajes de Gógol. Se dice que el resultado de la inequívoca humanización de Dostoyevski del modelo gogoliano intensifica su efecto. La elegante interpretación de Gógol de las frustraciones sociopsicológicas es un buen ejemplo. Dostoyevski asumió un camino diferente al señalar su aspecto trágico.
Según la crítica Rebecca Epstein Matveyev, El «Jefe de estación» de Pushkin sirve como un «subtexto temático, como base a los experimentos literarios de Dévushkin, y como recurso para su relación epistolar». Ambos, El jefe de estación y El capote, se mencionan en las cartas entre Dobrosiólova y Dévushkin. Dostoyevski puede haber elegido el formato epistolar para incluir sus observaciones críticas personales, similar a cartas reales del escritor. Según Yakubovich, Dostoyevski usa Pobre gente como su diario. Sin embargo, como falta un narrador externo la única fuente de la motivación y personalidad del personaje está disponible en las cartas y en el diario de Dobrosiólova. Las numerosas y diferentes voces, que son las citas que hace Dévushkin de historias ajenas, sus comentarios sobre estos libros y sus propias obras, son ejemplos de polifonía. Estos efectos confunden al lector y ocultan al narrador.
La culpa sexual es otro tema reconocible en Pobre gente. Esto se demuestra, por ejemplo, en la sugerencia de que ha ocurrido algo deshonroso en el pasado de Varvara así como el hecho de que ella y Dévushkin están emparentado lejanamente, apuntando a un amor incestuoso. Otras fuentes contribuyen a esta perspectiva, por ejemplo Konstantin Mochulsky dijo que «el tópico de un hombre viejo enamorándose de una chica con su vago entrelazado de erotismo y "afecto paternal" es uno de los temas favoritos de Dostoyevski».

## Recepción
Pobre gente recibió aplauso de la crítica por todo el país. Dostoyevski observó que «toda Rusia habla de mi Pobre gente». Tan pronto como leyó el manuscrito de Pobre gente, Belinski la consideró la primera «novela social» de Rusia. Aleksandr Herzen alabó el libro en su artículo «Sobre el progreso de las ideas revolucionarias de Rusia», encontrando «animaciones y tendencias socialistas en el libro. La obra fue clasificada por el crítico Pavel Annenkov como una obra de la llamada «escuela natural». El periódico La Abeja del Norte publicaba:

Noticias sobre un nuevo genio, el señor Dostoyevski, circulan por San Petersburgo. No sabemos si es su nombre verdadero o un seudónimo. El público lector alaba su nueva novela, Pobre gente. He leído esta novela y dijo: "¡Pobres lectores rusos!" Sin embargo, el señor Dostoyevski es un hombre con algo de talento, y si encuentra su camino en la literatura, será capaz de escribir algo decente».
La Abeja del Norte, 1 de febrero de 1848, n.º 27

Nikolái Dobroliúbov, en un artículo de 1861 titulado «Gente oprimida» escribió que Dostoyevski estudia la realidad de los pobres y expresa ideas humanísticas. También lo alaba por ilustrar la naturaleza humana y sacar «almas en el centro de la profundidad que están enjauladas después de protestar por la identidad contra el exterior, presión violenta y lo presenta a nuestro veredicto».
Apollon Grigoriev escribió en El heraldo finlandés: «Dostoyevski empieza a jugar en nuestra literatura el mismo papel que Hoffmann tuvo en la literatura alemana ... Se vio tan hondamente inmerso en la vida de los funcionarios cuya vida cotidiana aburrida y sin interés le volvieron a él una pesadilla cercana a la locura». Al conde Vladímir Sollogub también le gustó la novela, afirmando que «estaba escrita con fuerza y simplicidad por un gran talento». Valerian Maykov señaló después de toda una serie de publicaciones de Dostoyevski: «Gógol fue usualmente el poeta social líder, mientras que Dostoyevski usualmente el poeta psicológico líder. El primero es conocido como el representante de la sociedad contemporanea o del circulo contemporáneo, para el segundo la sociedad en sí se convierte en algo interesante a través de su influencia sobre otra gente».
En la edición alemana de sus Obras completas, el compilador Moeller van den Bruck encabeza la versión de Pobres gentes con un proemio en el que hace resaltar también cómo Dostoyevski plantea en estas páginas un problema social y lo resuelve intuitivamente en nombre del amor, con la efusiva videncia del arte, y no al modo de los filósofos racionalistas, que se elevan a ese amor o filantropía mediante largos y fríos razonamientos. Tampoco a la manera de Marx y sus partidarios, que solo se atienen a la consideración del hecho económico en la historia y la psicología. 
Dostoyevski, de espíritu cristiano, asiduo meditador del Evangelio, desborda aquí su amor innato a las criaturas todas, haciendo del amor su imperativo social. Actitud romántica, desde luego, que dista un abismo de la filosofía del Übermensch (superhombre) que Nietzsche proclamará más tarde, y en la que el amor quedará aplastado bajo la voluntad de vivir y dominar. Con Pobre gentes inicia Dostoyevski una literatura evangélica, en la que serán personajes predilectos y descollantes los pobres de espíritu, los mansos, las cortesanas abnegadas y los pecadores arrepentidos. Exaltación de la renuncia de sí mismo, del sacrificio en pro de los demás, de la expiación que nos vale la Smirenie o paz del alma. 
A análogas conclusiones llegará León Tolstói, después de haber indagado largamente el sentido de nuestra vida. Pero lo admirable es que esas conclusiones hayan sido los principios de Dostoyevski y que este haya empezado desde luego su obra por un acto de amor. Más adelante, en nombre de este mismo amor, el novelista llegará a sentir el odio y a expresarlo; pero en esta primera etapa de su carrera se nos muestra como un lírico para quien el hecho de amar no se complica con problemas sociales ni políticos.